# Cielo Veizaga
Cielo Jazmín Veizaga Arteaga  (Cochabamba, Bolivia; 17 de marzo de 2001) es una jugadora de fútbol y política boliviana que ocupó el alto cargo de viceministra de Deportes de Bolivia desde el 17 de diciembre de 2020 hasta el 11 de septiembre de 2023 durante el gobierno del presidente Luis Arce Catacora. A su vez fue también la capitana de la selección femenina de fútbol de Bolivia en la categoría "Sub-19".

## Vida política
Desde el 17 de diciembre de 2020.desempeña  el cargo de Viceministra de Deportes de Bolivia Veizaga se ha convertido en una de las primeras autoridades bolivianas que ya nacieron dentro del siglo XXI junto a Iris Flores.

## Clubes
| Club          | País    | Año               |
| ------------- | ------- | ----------------- |
| Mundo Futuro  | Bolivia | 2019 - 2020       |
| Always Ready  | Bolivia | 2021 - 2022       |
| The Strongest | Bolivia | 2023 - Actualidad |